# Округ Гринуп (Кентаки)
Гринуп (енгл. Greenup County) је округ у америчкој савезној држави Кентаки.

## Демографија
По попису из 2010. године број становника је 36.910, што је 19 (0,1%) становника више него 2000. године.
| Група             | 2000.          | 2010.          |
| Белци             | 36.027 (97,7%) | 35.752 (96,9%) |
| Афроамериканци    | 212 (0,6%)     | 257 (0,7%)     |
| Азијати           | 139 (0,4%)     | 188 (0,5%)     |
| Хиспаноамериканци | 204 (0,6%)     | 284 (0,8%)     |
| Укупно            | 36.891         | 36.910         |